# George Truman Morrell
George Truman Morrell (Dinan, 29 de enero de 1830 - Kent, 7 de mayo de 1912) fue un oficial naval y explorador británico del África Occidental.

## Biografía

### Primeros años
Nació en la Bretaña francesa, pero era súbdito británico, el segundo hijo del oficial naval Arthur Fleming Morrell y de Elizabeth Reid. 

### Carrera naval
Se unió a la Marina Real en 1842, a la edad de diez años, como voluntario de primera clase. Sirvió siete años como guardiamarina, antes de convertirse en oficial a bordo del HMS Excellent en 1849. Luego sirvió hasta 1873 en más de una veintena de barcos.
Durante un breve período formó parte de la guardia costera en Sligo, Irlanda, como teniente de división. Documentó su último año de servicio en Irlanda en un diario, en el que dio numerosos detalles sobre la pérdida de barcos y tripulaciones y la recuperación de víctimas de ahogamiento.

### Primera expedición al África Occidental
A comienzos de la década de 1860, Morrell viajó en barco hacia la costa de África Occidental, y elaboró mapas de las zonas recorridas, incluidas partes suroccidentales de Costa de Marfil. En la región se hablaba la lengua gueré, que Morrell intentó documentar. Siguió viajando a lo largo de la costa, más hacia el este, e hizo mapas de los asentamientos y lagunas que encontró. Morrell regresó a Inglaterra y se instaló en la región de Cotswolds.

### Expedición al río Níger

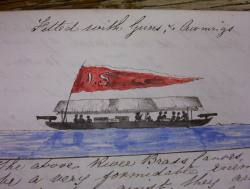
Dibujo realizado por Morrell de una canoa de bronce con un toldo y armada con cañones, utilizada para el comercio local a lo largo del río Níger

Debido al éxito de su misión anterior, a Morrell se le dio el mando de otra expedición más ambiciosa. A finales de 1865, recibió el mando del HMS Investigator, un buque de guerra propulsado por vapor. Pasó los siguientes meses navegando por el río Níger y llevando regalos del gobierno británico, en nombre de la reina Victoria, a los reyes y ancianos de las tribus a lo largo del río.
Durante el viaje, Morrell observó de primera mano el tráfico de esclavos, que seguía siendo muy importante en la zona a pesar del cese del comercio esclavista en la mayor parte del mundo occidental. Registró sus observaciones en un diario que incluía ilustraciones a color.